# Hippopsis insularis
Hippopsis insularis là một loài bọ cánh cứng trong họ Cerambycidae.